# Qingdao
Qingdao (în chineză,  青島 / 青岛 Qīngdǎo - „Insula Verde”) este un oraș portuar din China de Est, provincia Shandong. Qingdao a candidat pentru Jocurile Olimpice de vară din 2008.

## Subîmpărțire administrativă
Districtele urbane
| - Shinan (市南區 / 市南区, Shìnán-qū „Südstadt“), 30 km², 550.000 loc. - Shibei (市北區 / 市北区, Shìběi-qū „Nordstadt“), 63 km², 1,02 mil. loc. - Huangdao (黃島區 / 黄岛区, Huángdǎo-qū „Gelbe Insel“), 2.096 km², 1,39 mil. loc. - Laoshan (嶗山區 / 崂山区, Láoshān-qū), 396 km², 380.000 loc. - Chengyang (城陽區 / 城阳区, Chéngyáng-qū), 532 km², 740.000 loc. - Licang (李滄區 / 李沧区, Lǐcāng-qū), 99 km², 510.000 loc. - Jiaozhou (膠州市 / 胶州市, Jiāozhōu-shì), 1.324 km², 840.000 loc. - Jimo (即墨市, Jímò-shì), 1.780 km², 1,18 mil. loc. - Pingdu (平度市, Píngdù-shì), 3.176 km², 1,36 mil. loc. - Laixi (萊西市 / 莱西市, Láixī-shì), 1.568 km², 750.000 loc. |

## Istoric
Qingdao (germană Tsingtau) a fost în secolul XIX un port colonial german,  prin care căuta Imperiul German să aibă un punct de sprijin în Asia de Est, ea fiind continuarea politicii de expansiune a Prusiei din anul 1859. Intrarea Germaniei pe teritoriul chinez a fost înlesnită prin Războaiele opiului, cauza acestei politici era  interesul oamenilor de afaceri germani de a pune pune piciorul în China acțiune colonială sprijinită de marina prusacă. Interese de a intra în China o avea și Marea Britanie, Rusia și Franța care au înființat centre comerciale între anii  1842 - 1899. În anul 1896 guvernul german a hotărât să intre în acțiune pentru a realiza puncte de sprijin pentru extinderea comerțului cu China. La această acțiune au fost folosiți și misionarii creștini care au fost primiți cu neîncredere de populația chineză, au și fost omorâți doi dintre ei. Acest incident a determinat Germania să de-a un ultimat Chinei, care a trebuit să cedeze în fața superiorității forței militare germane. A fost încheiat un contract de închiriere pe 99 de ani semnat la data de 6 martie 1898. Intre anii 1897 - 1914  Qingdao a fost capitala coloniei germane numite „Deutschen Schutzgebiets Kiautschou“. Din această perioadă au rămas construcții ca fabrica de bere sau biserica protestantă sau reședința guvernatorului, azi sunt declarate monumente istorice.
Prin anul 1900 a avut loc răscoala boxerilor în China, care au căutat să izgonească coloniștii străini. Răscoala lor a fost înăbușită în mod sângeros. În primul război mondial Qingdao este trei luni asediată de japonezi. În fața forței japoneze superioare trupele germane (5000 de soldați) se predau și vor ajunge în prizonierat japonez. Prin anii 1920 vor fi în oraș  17.597 comercianți japonezi și germani care au căutat să facă din regiune o colonie model cu școli. În tratatul de la 10 decembrie 1922 din Versailles, Japonia trebuie să cedeze Qingdao Chinei. În anii următori ai războiului civil a urmat o perioadă de stagnare economică a regiunii. În timpul celui de al doilea război mondial Qingdao a fost folosit de SUA ca punct de sprijin militar.
Azi Qingdao este un oraș tipic chinez cu o populație de câteva milioane de locuitori unde a fost combinată cu succes arhitectura modernă cu cea colonială veche.

## Monumente
- Catedrala Sfântul Mihail din Qingdao